# Zuiderwijk (waterschap)
Zuiderwijk is een voormalig waterschap in de Nederlandse provincie Groningen.
Het schap lag ten oosten van Wildervank tussen de Sluisweg en de weg Numero Dertien. De polder had een gemaal dat uitsloeg op de Wijk no. 13 die in verbinding stond met de Ommelanderwijk.
Waterstaatkundig gezien ligt het gebied sinds 2000 binnen dat van het waterschap Hunze en Aa's.